# Ђер
Ђер (мађ. Győr, слч. Ráb; раније Ђур) шести је по величини град у Мађарској. Ђер је средиште Западне прекодунавске регије и главни град жупаније Ђер-Мошон-Шопрон.
Град има 128.808 становника према подацима из 2008. године. Овде се налазе ФК Ђирмот СЕ и Стадион Менфеји ут.

## Географија
Град Ђер се налази у северозападном делу Мађарске, на свега 20 km од словачке границе. Од престонице Будимпеште град је удаљен 125 km северозападно. Са Будимпештом је повезан добрим саобраћајним везама (магистрална пруга Будимпешта — Беч са краком за Братиславу, савремени ауто-пут М1, најпрометнији у држави).
Ђер се налази у северозападном делу Панонске низије, у равничарском крају. Клима у граду је умерено континентална. Град излази на Мосон, велики рукавац Дунава, који је истовремено граница ка Словачкој (20 km северно).

## Историја
Историја Ђера почиње у праисторији, када се ово подручје први пут насељава келтским племенима. Касније насеље потпада под власт Старог Рима, утврђује се као погранично и добија име Arrabona, из чега су изведени немачки и словачки називи за град (Raab, односно Ráb).
По доласку Мађара у Панонију на месту данашњег града образовало се насеље око напуштене староримске тврђаве. У 13. веку развој насеља је прекинут најездом Монгола, а потом нападима чешких краљева. Ђур је 1743. године постао слободни царски и краљевски град.

## Становништво
По процени из 2017. у граду је живело 129.301 становника.
| 1990.   | 2001.   | 2011.   | 2017.   |
| ------- | ------- | ------- | ------- |
| 129.338 | 129.879 | 129.527 | 129.301 |

## Срби у Ђуру
Ђур (српски назив) је био важна шајкашка станица, и Срби војници се ту јављају прилично рано. Учествовали су тако Срби коњаници у бици код Ђура 1044. године, под заставом Абе Самуила. А неколико година касније, 1052. под заставом краља Андрије I, храбро су се борили против Немаца. 
Надвојвода је дао налог ђурском обрштару Прајнеру, да Србе насели у једном предграђу Ђура, и неким запустелим околним селима.
Српска црква у Ђуру подигнута је још 1320. године, стране Срба шајкаша. Они су то место звали Јанок. У Ђуру су се населили Срби померени из Српског Ковина на дунавској ади Чепелу, почетком 16. века. 
У другој половини 16. века град је под ударом Османлија, који га држе неколико година. Велики везир Синан-паша заузео је Ђур септембра 1594. године. Током 17. века Ђер постаје погранично утврђење хабзбуршке монархије на стално немирној граници ка Отоманском царству. Овакав положај условио је честа разарања, што се неповољно одразило на живот у насељу и околини.
Од српских официра у 16. веку, помињу се Михајило Ђури 1561. године из Ђура а у Коморану, Михајило Овчаревић 1563. године у Ђуру.
Аустријски цар Фердинанд III је 12. јула 1655. године дао царске привилегије Србима староседеоцима у Ђуру (и Коморану). ти Срби су потицали из Српског Ковина, где су неколико векова раније имали привилегије. Године 1683, град се заувек ослобађа турске опасности и почиње се поново развијати. Када је укинута граничарска компанија у Ђуру, остављено је на вољу официрима и шајкашима, да се изјасне - да ли прелазе у нови корпус или у ред грађана. Нову цркву посвећену Св. Николи подигли су избегли Срби одмах по насељавању. Поп Гаврил је био парох у Ђуру 1715. године. У Ђуру је 1712. године заповедник над Србима шајкашима био обрштар Јенеј Петар. Онда 1743. године Ђер (по мађарски) добија градска права. Постоји 1745. године општински издатак за српску школу у Ђуру - годишње 10 ф.
Атанасије Димитријевић Секереш (1738—1794) из Ђура, је био Србин православац шта више православни свештеник, па се покатоличио, прешавши у унију 1776. године. Након школовања у Пожуну, вратио се у завичај 1759. године. Након што је био тринаест година православни парох у родном Ђуру, премештен је у Беч за капелана 1772. године код цркве Св. Ђорђа. Као ученог свештеника узели су га за цензора и коректора српских књига али и других словенских народа. Код Срба је био омрзнут не само због уније; био је изузетно учен, полиглота али без икаквих верских и националних осећаја. Својим антисрпским ставом је много одмогао свом народу у његов борби за опстанак, током 18. века. Он је неке молитве и црквене песме са грчког језика, превео на мађарски језик, пре 1790. године.
Град у 18. веку се брзо развија и постаје важно културно, привредно и управно средиште. У ово време значајан чинилац у граду били су малобројни Срби, из којих је данас сачувана српска православна црква. Садашња православна црква грађена је крајем 18. века у архитектонском стилу зрелог барока. Иконе је сликао непознати грчки мајстор, сликарски образован на бечкој Академији. Тај иконостас је касније пренет у Сентандреју, где се чува. Сабовски шегрт Маћашевић из Ђура, учи занат око 1740. године у Будиму. На једном документу састављеном 1748. године у будимском Табану, потписао се Константин Белушев парох ђурски. Поп Арон Георгијевић је почетком 19. века прешао из Јегре у Ђур, за свештеника. Ту је 1801. године превео православни "Катихизис", на мађарски језик. Исте године он купује Стојковићеву "Физику", први део. Постао је касније игуман у манастиру Бођани. Купац једне духовне књиге преведене на српски језик, био је 1803-1806. године Симеон Тодоровић "помоћник црквени". Купцу из места Петру Перишићу кад је умро 1807. године, штампао је изговорено му надгробно слово, прота Мануил Малешевић месни парох (родом из Столног Београда). Србијански трговац Арон Деспинић је 1828. године продао у Ђуру 287 свиња, које је дотерао из Србије. Он је такође 1829. године дао прилог за ђурску српску цркву. Те године једну српску књигу купио је у Ђуру, Јован Пачић први капетан коњички и "списатељ српски". Он је био још једном пренумерант и 1825. године Скупљачи претплате за "Новине сербске" у Бечи били су 1813. године у Ђуру, браћа Деметровићи. Претплатници књиге Доситеја Обрадовића добили су 1826. године у Ђуру, читаоци: Деметровић Емануел, са супругом и кћерком. Те године парох је био поп Јован Симоновић.
Гаврил Стефановић Венцловић српски књижевник је живео извесно време у Ђуру, где је био капелан. Он је 1736. године у Ђуру превео дело Руса, епископа црниговског Лазара Барановића: "Мач духовни", у три књиге. Гаврило Мијакић из Ђура је постао српско-православни епископ у Марчи.
Ђур је чувено трговачко место, где је увек било доста трговаца са стране који су дуже-краће боравили, тако и наших Срба. Томашевчани, Јован Димић житар (1843) и Василије Буковала (1847) становали су дуже, и тамо се јављају као претплатници српских књига.
По државном шематизму православног клира Угарске, у месту "Jaurinum" (Ђуру) је 1846. године постојала православна парохија са 70 православаца. Православна парохија ту постоји од 1320. године, а црквене матице се бележе од 1734. године. Постоји 1846. године православни храм Св. Николе, при којем служи парох, поп Петар Милковић. Школска деца нису записана.
Српски капетан и књижевник Јован Пачић једини је претплатник 1833. године српске књиге јуначких песама, у Ђуру. Претплатник српског часописа 1838. године био је мештанин Спиро Анастасиј. Павловићев "Српски народни лист" имао је (1839) једног претплатника из Ђура. Као пренумеранти књиге Вука Ст. Караџића "Српске народне песме", поред двојице домаћих трговаца Андрије Марковића и Владислава Терзијића из Ђура, ту су 1846. године и њихове колеге из Земуна, Митровице (3), Великог Бечкерека, Кленка, Шимуноваца, Пожаревца. Рашићеву књигу из 1852. године набавио је у Ђуру, трговац Стефан Баић за своје синове Луку и Јоцу (два егземплара). Исту књигу писац је посветио Андреји Марковићу ђурском великокупцу "ревностном Србину и потпомагатељу књижества". Лађа власника М. Звикла је 1868. године из Ђура довезла у Земун, 8302 мерова жита и 360 мерова јечма. Ту је довожена роба Дунавом, товари жита лађама, дотеривани или лађом ношени чопори свиња, јер је био ту јак вашар. Он се 1827. године одржавао: друге недеље часног поста, у среду пред Благовести, уочи Брашанчева, 22. јула, 8. септембра и 19. новембра. Купци књиге Доситеја Обрадовића били су 1826. године, чланови породице Деметровић, отац и две кћерке узели су 4 примерка. Претплатници српске књиге 1847. године су Василије Аџић адвокат из Земуна, Теодор од Баић, Васа Буковала (трговац из Томашевца), Владислав Терзић, Јован Форовић, Константин Стефановић, Димитрије Васић, Стефан Сарајлић, Павле Сарајлић, Светислав Фаровић, Александар Бадуловић.
Тамошњи трговци су били: Деметријевић (или Димитријевић) Александар (рођен 1797), Андрија Марковић (1846), Владислав Терзијић, (1846), Анастас Бејало (умро 1844),
Током Револуције 1848-49. Ђер, увек у сенци Беча, није имао значајну улогу, па није значајније страдао. После Револуције град се брзо подигао и ускоро добио железничку везу са Будимпештом и Бечом. Такође, у ово време подигнуте су многе нове грађевине, а град се и бројчано повећавао.
Домаћих Срба староседелаца је 1847. године износио 70, а две деценије касније (1867) било их само 21 душа. Ђурски трговац Стефан Бајић набавио је 1857. године једну библијску историјску књигу, за своје синове Луку и Јоцу. Октобра 1857. године убијен је током ноћи из ватреног оружја Србин трговац Андрија Марковић. Разбојници су однели сав новац а из његове трговачке књиге искидали су и однели неколико листова (са уписаним дужницима). Убрзо је ухваћен један могући починилац, на којег је пала сумња; Петар Киш из Столног Београда. Међутим у Оршави је затворен као прави убица, Марковићев дугогодишњи "настојник", Петар Миљковић, који је бежао у Влашку да се склони. У Ђуру је парох био 1897. године поп Исидор Николић. Жалили су се малобројни парохијани, на његово несавесно обављање дужности.
По српском извору из 1905. године Ђур је парохијска филијала која потпада под парохију Коморан. Ту су још Трнава, Сердахељ и Мошоњ. Администрира парох прота Корнелије Чупић из Сентандреје. Тада је у месту православна Николајевска црква, а налазе у парохији 22 православне душе, и само један српски дом. Претходно су државне власти године 1900. записали 47 православних житеља, од којих је 24 било српске националности.
После Првог светског рата Ђер је ушао у оквир новоосноване мађарске републике, где град постаје погранични, што успорава развој града. Нови прекид десио се крајем Другог светског рата када је Ђер страдао при уласку совјетске војске у град крајем 1944. године. Град је поново обновљен. Током друге половине века град је доживео поново развој и раст становништва (са 70 хиљада после рата на 120 хиљада почетком 90-их година). Међутим, почео је заостајати за другим великим градовима у држави, што била последица близине „гвоздене завесе“ (граница са Аустријом). Током протеклих година транзиције, после отварања Мађарске ка Западу, Ђер се нашао на веома повољном положају на главној вези са најразвијенијим суседом Мађарске, па је град доживео развој и раст (за разлику од већине других градова у држави).
Почетком 21. века у Ђуру постоји српска православна Николајевска црква. Налази се у предграђу вароши, западно од старог градског језгра. Грађена је 1730. године а касније током тог века, преграђена. Иконе на иконостасу приписују се радионици Антона Кухелмајстера. Српско гробље је санирано, али су споменици нестали. Око храма се налази девет надгробних плоча и епитафа, који потичу од покојника - месних трговаца. Најстарији епитаф је из 1770. године, а писани су на грчком и црквено-словенском језику.

## Становништво
Ђер данас има око 130 хиљада становника и шести је град по величини у држави (али и најбрже растући у току протекле 2 деценије). Град последњих година брзо расте захваљујући подстицању економије на веома важној прометној вези Будимпешта — Братислава — Беч.
Становништво Ђера махом чине Мађари — 95%. По вероисповести већина у граду су католици. Некадашње бројно јеврејско и немачко становништво данас не постоји.

## Партнерски градови
- Ерфурт, Синделфинген — Немачка
- Колмар — Француска
- Куопио — Финска
- Брашов — Румунија
- Назарет — Израел
- Вухан — Кина

## Галерија
- Главни трг из ваздуха
- Градска католичка катедрала
- Кармелитска црква и Споменик св. Иштвану
- Сечењијев трг
- Градски парк до Мосона